# William Walton
Pour les articles homonymes, voir Walton.
Œuvres principales
- Symphonie no 1
- Façade
- Concerto pour alto
- Concerto pour violon
- Concerto pour violoncelle
- Belshazzar's feast

William « Turner » Walton est un compositeur britannique né à Oldham dans le Lancashire (aujourd'hui dans le Grand Manchester) le 29 mars 1902 et mort à Ischia en Italie le 8 mars 1983.
D'abord surnommé « l’enfant terrible de la musique anglaise » à la fois pour son talent et son modernisme, il gagnera une renommée internationale.

## Biographie

### Jeunesse et ascension
William Walton entre à l’âge de dix ans dans l’école des choristes (la maîtrise) de la cathédrale Christ Church d'Oxford, où il restera de 1912 à 1918. Il est ensuite admis au collège Christ Church d'Oxford à l'âge inhabituel de seize ans. Parallèlement, il étudie l'écriture musicale en autodidacte, par la lecture et l'analyse des œuvres de Stravinsky, Debussy, Sibelius et Albert Roussel dont il obtenait les partitions à la bibliothèque, et reçoit les conseils de Hugh Allen, l'organiste de la cathédrale.
En 1919, alors qu’il a tout juste dix-sept ans, il écrit sa première œuvre importante, un quatuor pour piano et cordes, qui sera joué au Festival de la Société internationale de musique contemporaine en 1923.
Durant ces années, il se lie d'amitié avec les poètes Sacheverell Sitwell et Siegfried Sassoon ; lorsqu'il quitte le collège en 1920 sans diplôme, la fratrie Sitwell (Sacheverell, Osbert et Edith) l'héberge dans leur manoir à Chelsea. Edith Sitwell joue alors à Londres un rôle analogue à celui de Jean Cocteau à Paris.
Les Sitwell avaient soutenu leur protégé matériellement et culturellement, lui offrant non seulement un logement, mais aussi
une éducation culturelle stimulante. Walton prit des leçons de musique auprès d'Ernest Ansermet, Ferruccio Busoni et Edward Joseph Dent. Il assista à des représentations des ballets russes, rencontra Stravinsky et Gershwin,
il assista à des représentations de la troupe de danseurs des Savoy Orpheans au Savoy Hotel et écrivit un quatuor expérimental pour cordes sous l'influence de la Seconde Ecole de Vienne, qui fut exécuté à Salzbourg en 1923.
Alban Berg qui assistait au concert fut suffisamment impressionné pour inviter Walton et le présenter à Arnold Schoenberg, son maître et fondateur de la Seconde école de Vienne.
De 1920 à 1930, Walton est à la tête de l’avant-garde musicale au Royaume-Uni.
- En 1921, il compose une de ses œuvres majeures, Façade, sur des poèmes d’Edith Sitwell. Créée à Londres en 1923, cette œuvre provoque un véritable scandale car Edith débite ses vers avec un mégaphone, et la musique de Walton semble trop moderne.
- En 1926, la Société Internationale de Musique Contemporaine crée son ouverture de concert Portsmouth point à Zurich.
- À partir de 1929, Walton connaît la consécration avec des œuvres de maturité prouvant son aptitude à composer de la musique de type classique. En 1929, Paul Hindemith crée son concerto pour alto aux Promenades Concerts de Londres. Son oratorio biblique Belshazzar's feast, composé en 1931, le place dans la lignée des grands maîtres britanniques, de Haendel à Elgar.

À partir de 1937, on le considère comme compositeur officiel du royaume à l’occasion du couronnement du roi George VI, pour lequel il compose Crown Imperial March, puis en 1953, à l’occasion du couronnement d’Élisabeth II, avec son œuvre Orb and Sceptre. En 1939, Jascha Heifetz le sollicite pour écrire un concerto pour violon. Et il compose en 1940 l’ouverture Scapino pour le cinquantième anniversaire de l’Orchestre symphonique de Chicago.
« L’enfant terrible de la musique anglaise » est devenu un illustre compositeur.

### Après Guerre
Il épouse en décembre 1948 la fille d'un avocat argentin connue à Buenos Aires, Susana Gil (1926-2010).
Après la guerre, William Walton compose des musiques de films marquantes (on lui devait déjà quelques partitions pour le cinéma dès 1935), pour la trilogie shakespearienne de Laurence Olivier : Henry V en 1944, Hamlet en 1948 et Richard III en 1955. Il aborde l’opéra en 1954 avec Troilus and Cressida, créé à Covent Garden et fréquemment représenté en Grande-Bretagne, sinon ailleurs.
En 1951, il est anobli et devient Sir William Walton et reçoit l'Ordre du Mérite en 1967.
William Walton était fasciné par la guitare, bien que n'étant pas guitariste lui-même. L'idée de composer pour cet instrument se fait jour en lui, et il compose Cinq bagatelles pour guitare. Pour ce faire, il avait décidé de consulter le guitariste renommé Julian Bream dans tout le processus de composition afin de faire de ces Bagatelles les chefs-d'œuvre idiomatiques de guitare qu'ils sont aujourd'hui. Combinées, la créativité sans limites d'un compositeur et la participation active d'un guitariste d'exception étaient cruciales pour donner à ces morceaux leur caractère unique et beau, reconnu et salué par l'ensemble des critiques musicaux.
Les Cinq Bagatelles ont donc été écrites pour Julian Bream, qui en sera l'éditeur officiel, et leur première exécution sera faite le 27 mai 1972. Walton sera alors reconnu par l'ensemble du monde de la guitare comme l'un des plus grands compositeurs vivants ayant jamais composé pour cet instrument.
Il passe les dernières années de sa vie sur l’île d'Ischia avec sa femme Susana, tous deux isolés du reste du monde, dans un décor paradisiaque de végétation subtropicale. Cette propriété est devenue un lieu d’études et d’archives pour jeunes musiciens.

Sur un rocher où reposent ses cendres, Susana Walton a fait inscrire la citation de Thomas Traherne :

« Toute félicité consiste à faire ce que faisait Adam. »

En résumé, on pourrait dire que Sir Walton était un moderniste avec un cheminement artistique en marge des circuits traditionnels. Il est resté attaché aux formes classiques, particulièrement dans ses œuvres symphoniques héritées de la grande tradition romantique. Son œuvre est avant tout nationale et profondément britannique.

### Les jardins de La Mortella

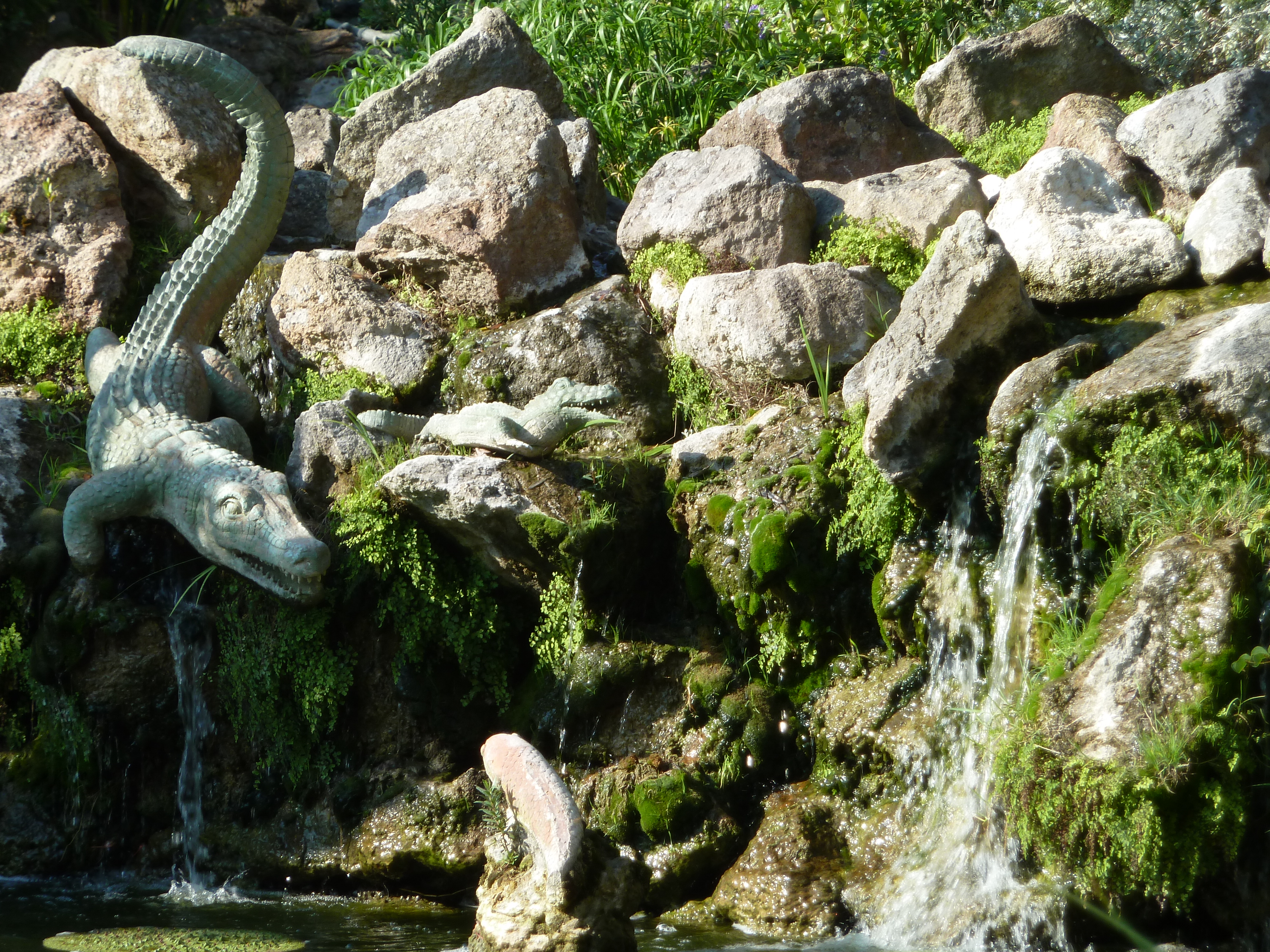
la cascade du crocodile

C'est à Zaro, hameau de Forio (île d'Ischia) que Walton va créer avec son épouse argentine Lady Susana (1926-2010) et le célèbre architecte paysagiste Russell Page dès 1956 la Villa Walton avec les jardins La Mortella et ceci sur un aride pierrier, résultat d'une coulée de lave de l'Époméo qui ravagea un versant et forma la Pointe Caruso. Le jardin se répand sur environ 2 hectares.
La Mortella est divisée en un jardin inférieur (The Valley) et un jardin supérieur sur la colline, en terrasses. Un réseau de promenades, de chemins, de rampes et de marches permettant aux visiteurs d'atteindre la colline supérieure, où ils ont une vue imprenable sur la baie de Forio.
Le jardin dispose d'une importante collection de plantes exotiques rares. La diversité et la richesse de la collection est telle que La Mortella peut être considéré comme un jardin botanique. L'omniprésence d'eau par les fontaines, les étangs ou les cours d'eau permet la culture d'un éventail de plantes acquaphiles tels le papyrus, le lotus et des nénuphars tropicaux. Trois serres tropicales complètent l'ensemble : la Chambre Victoria, la Chambre des Orchidées et le temple du Soleil. Citons encore la Maison Thai, un endroit calme de méditation entouré d'un jardin oriental, avec lotus, pivoines, bambous et érables orientaux; la cascade du Crocodile, alimentée par un ruisseau au milieu des oliviers et des agapanthes; le Nymphée, émergence de maquis méditerranéen; le Rocher de William où les cendres du compositeur sont conservées.
Il a été incinéré et ses cendres enterrées dans son jardin à Ischia.

## Œuvres principales
- Troilus and Cressida (opéra)
- The Bear (opéra)
- Concerto pour alto
- Concerto pour violoncelle
- Concerto pour violon
- Symphonie no 1
- Symphonie no 2

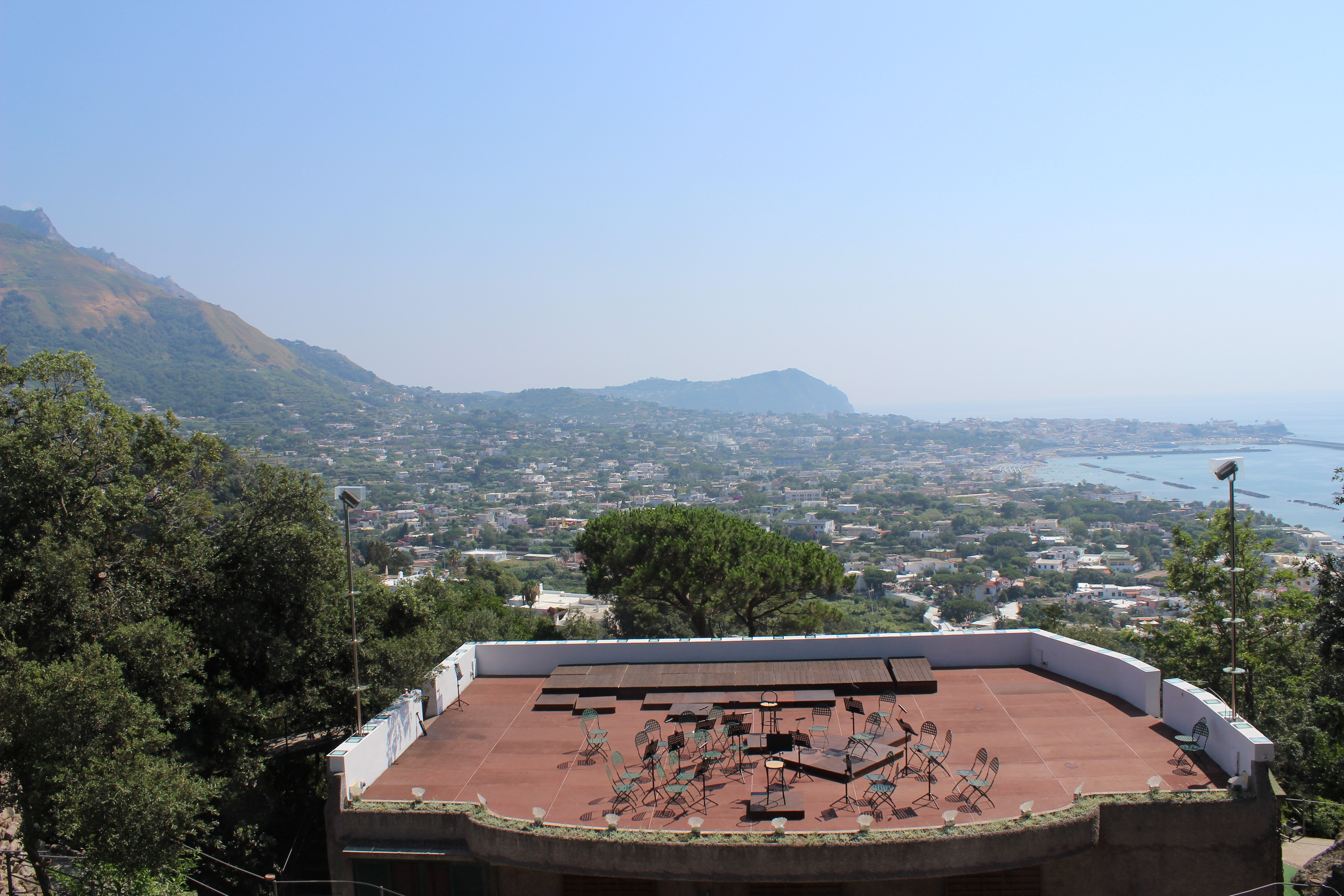
Scène du théâtre grec de La Mortella

- Variations sur un thème de Hindemith

## Discographie sommaire

### Symphonies
- Symphonie no 1 (1932/35) - Royal Philharmonic, André Previn (1987 - Telarc)
- Symphonie no 1 - City of Birmingham Symphony Orchestra, Simon Rattle (1990 - Emi)
- Symphonie no 1 - London Philharmonic, Bryden Thomson (1991 - Chandos)
- Symphonie no 1 - English Northern Philharmonic, Paul Daniel (1994 - Naxos)
- Symphonie no 2 - Cleveland Orchestra, George Szell (1959 - Sony)

### Œuvres symphoniques
- Partita pour orchestre - Cleveland Orchestra, Georges Szell (1965 - Sony)
- Partita pour orchestre - English Northern Philharmonic, Paul Daniel (1994 - Naxos)
- Variation sur un thème de Hindemith - Cleveland Orchestra, Georges Szell (1965 - Sony)
- Varii Capricci - London Philhamonic, Bryden Thomson (1991 - Chandos)
- Variations on an Elizabethan Theme (1952, 6e variation)

### Concertos
- Concerto pour violon - Dong-Suk Kang / English Northern Philharmonic, Paul Daniel (1997 - Naxos)
- Concerto pour violoncelle - Tim Hugh / English Northern Philharmonic, Paul Daniel (1997 - Naxos)
- Concerto pour alto - Nobuko Imai / London Philharmonic, Lathan-Koening (1992 - Chandos)

### Musique de chambre
- Quatuor avec piano (1921) - Quatuor Maggini & Peter Donohoe (musicien), piano (1999 - Naxos)
- Quatuor à cordes (1947) - Quatuor Maggini (1999 - Naxos)

## Musiques de films
- 1935 : Tu m'appartiens (Escape Me Never) de Paul Czinner
- 1936 : Comme il vous plaira (As you Like it) de Paul Czinner
- 1937 : Dreaming Lips de Paul Czinner
- 1939 : La Vie d'un autre (Stolen Life) de Paul Czinner
- 1941 : La Commandante Barbara (Major Barbara) de Gabriel Pascal
- 1942 : The Next of Kin de Thorold Dickinson
- 1942 : The Foreman Went to France de Charles Frend
- 1942 : Spitfire (The First of the Few) de Leslie Howard
- 1942 : Went the Day Well? d'Alberto Cavalcanti
- 1944 : Henry V (The Chronicle History of King Henry the Fift with His Battell Fought at Agincourt in France) de Laurence Olivier
- 1948 : Hamlet de Laurence Olivier
- 1955 : Richard III de Laurence Olivier
- 1970 : Les Trois Sœurs (Three Sisters) de Laurence Olivier et John Sichel

## Filmographie partielle (comme acteur)

### À la télévision
- 1983 : Wagner, série télévisée de Tony Palmer : le roi Frédéric-Auguste II de Saxe